# Yenko Stinger II
Der Yenko Stinger II ist ein Automobilmodell, das von 1971 bis 1973 von der Yenko Sportscars, Inc. in Canonsburg (Pennsylvania) auf Basis des Chevrolet Vega gebaut wurde.
Donald Yenko hatte bereits ab 1966 den Yenko Stinger auf Basis des Chevrolet Corvair angeboten.
Ab 1971 wurde der Vega auch mit einem kleineren Vierzylindermotor ausgerüstet, der – wie in der Serie – 2512 cm³ Hubraum besaß, aber durch Einsatz eines Turboladers anstelle der serienmäßigen 90 bhp (66 kW) nun 155 bhp (114 kW) entwickelte. Dieses Modell wurde bis 1973 angeboten.